# Damen med flaskerne
Damen med flaskerne er et maleri af kunstneren Lars Helweg malet i 1992. Originalet hænger på Café Wilder på Christianshavn. Den nøgne kvinde på maleriet er den svenske skuespiller Anita Ekberg. Fotografiet, der blev brugt som forlæg af maleren, stammer fra et Playboy-magasin i 1956.   
Maleriet der kobler en smuk, yderst velskabt nøgen kvinde henslængt i billedets højre side har tydeligvis ikke tømt de mange tomme vinflaske mv. til venstre i billedet. Billedet er realistisk malet (i olie på lærred) og er i den beskrivende/anekdotiske genre beslægtet med mange ølreklamer på tryk og i film, som f. eks Tuborg Gulds gulddame). Hvorfor er det nedtaget? Skal det renses for gammel tobaksrøg og restaurant-mados? Har det fået af en flænge og er muligvis blevet skændet. Af en afholds-feminist? En amerikansk turist med disse egenskaber? Er maleriet krænkende? (Kvinden er nøgen). Opfordring til druk? Eller løfterigt?
Maleriet er gengivet på coveret til den danske hardrockgruppe Septembers første og eneste album, Many a Little i 1995.
Maleriet er gengivet på coveret til Lukas Grahams debutalbum Lukas Graham fra 2012. Albumcoveret faldt for iTunes censur. I stedet sælger iTunes albummet med et cover, der består af et nærbillede af modellen Anita Ekbergs ansigt.
På sit andet album fra 2015, genbrugte Lukas Graham både titel og coverbillede fra sit debutalbum. Billedet er nu blot gengivet i blålige toner. Albummet kaldes derfor også for Lukas Graham eller for Lukas Graham (Blue Album).